# Saxifraga numidica
Saxifraga numidica är en stenbräckeväxtart som beskrevs av René Charles Maire. Saxifraga numidica ingår i Bräckesläktet som ingår i familjen stenbräckeväxter. Inga underarter finns listade i Catalogue of Life.